# Persone di nome Martin/Attori
| Questa pagina contiene informazioni ricavate automaticamente dalle voci biografiche con l'ausilio del template Bio e di un bot. L'aggiornamento è periodico e automatico e ricostruisce completamente la pagina. Se manca una persona in questa lista, sei pregato di non aggiungerla, ma accertati piuttosto che la sua voce biografica contenga il template Bio e che i dati anagrafici siano correttamente compilati. Se il template Bio manca, inseriscilo tu stesso o, in alternativa, metti l'avviso {{tmp\|Bio}} che ne segnala la mancanza. Se i dati riportati sono sbagliati, correggi direttamente la voce biografica; le modifiche saranno visibili in questa lista entro pochi giorni. Per chiarimenti vedi il progetto antroponimi. La lista contiene solo le 59 persone che sono citate nell'enciclopedia e per le quali è stato implementato correttamente il template Bio. Pagina aggiornata al 22 lug 2025. |

Questa è una lista di persone presenti nell'enciclopedia che hanno il nome Martin e sono attori.

## B(5)
- Martin Ball, attore britannico (Royal Tunbridge Wells, n. 1964)
- Martin Balsam, attore statunitense (New York, n. 1919 - Roma, † 1996)
- Martin Benrath, attore tedesco (Berlino, n. 1926 - Herrsching am Ammersee, † 2000)
- Martin Benson, attore britannico (Londra, n. 1918 - Markyate, † 2010)
- Martin E. Brooks, attore statunitense (New York, n. 1925 - Los Angeles, † 2015)

## C(3)
- Martin Compston, attore e ex calciatore scozzese (Greenock, n. 1984)
- Martin Crewes, attore australiano (Londra, n. 1968)
- Martin Cummins, attore canadese (North Delta, n. 1969)

## D(2)
- Martin Dejdar, attore, conduttore televisivo e doppiatore ceco (Vysoké Mýto, n. 1965)
- Martin Drainville, attore, comico e doppiatore canadese (Repentigny, n. 1964)

## F(3)
- Martin Faust, attore statunitense (Poughkeepsie, n. 1886 - Los Angeles, † 1943)
- Martin Ferrero, attore statunitense (Brockport, n. 1947)
- Martin Freeman, attore britannico (Aldershot, n. 1971)

## G(2)
- Martin Gabel, attore statunitense (Filadelfia, n. 1912 - New York, † 1986)
- Martin Gruber, attore tedesco (Monaco di Baviera, n. 1970)

## H(5)
- Martin Held, attore tedesco (Berlino, n. 1908 - Berlino, † 1992)
- Martin Henderson, attore neozelandese (Auckland, n. 1974)
- Martin Hewitt, attore statunitense (San Jose, n. 1958)
- Pat Hingle, attore statunitense (Denver, n. 1924 - Carolina Beach, † 2009)
- Martin Huston, attore statunitense (Lexington, n. 1941 - Manhattan, † 2001)

## J(1)
- Martin Jarvis, attore britannico (Cheltenham, n. 1941)

## K(3)
- Martin Klebba, attore e stuntman statunitense (Troy, n. 1969)
- Martin Kosleck, attore tedesco (Kołczygłowy, n. 1904 - Santa Monica, † 1994)
- Martin Kove, attore e artista marziale statunitense (New York, n. 1947)

## L(7)
- Martin LaSalle, attore francese (n. 1935 - † 2018)
- Martin Landau, attore statunitense (New York, n. 1928 - Los Angeles, † 2017)
- Martin Lawrence, attore, regista e produttore televisivo statunitense (Francoforte sul Meno, n. 1965)
- Martin Linge, attore e militare norvegese (Norddal, n. 1894 - Måløy, † 1941)
- Martin Loeb, attore francese (Parigi, n. 1959 - Parigi, † 2025)
- Martin Lüttge, attore tedesco (Amburgo, n. 1943 - Plön, † 2017)
- Martin Lübbert, attore tedesco (n. 1887 - † 1970)

## M(6)
- Martin McCann, attore britannico (Belfast, n. 1983)
- Martin Luther McCoy, attore e musicista statunitense (San Francisco, n. 1970)
- Martin Martinez, attore e modello statunitense (Sacramento, n. 2000)
- Martin Milner, attore statunitense (Detroit, n. 1931 - Carlsbad, † 2015)
- Martin Moran, attore e scrittore statunitense (Denver, n. 1959)
- Martin Mull, attore e musicista statunitense (Chicago, n. 1943 - Los Angeles, † 2024)

## O(1)
- Martin Ostermeier, attore tedesco (n. 1970)

## P(1)
- Martin Potter, attore britannico (Nottingham, n. 1944)

## Q(1)
- Martin Quinn, attore britannico (Paisley, n. 1994)

## R(3)
- Martin Rickelt, attore tedesco (Berlino, n. 1915 - Karlsruhe, † 2004)
- Martin Roach, attore e doppiatore canadese (Toronto, n. 1962)
- Martin Rosenblatt, attore statunitense (n. 1917 - † 1991)

## S(11)
- Martin Donovan, attore statunitense (Los Angeles, n. 1957)
- Martin Semmelrogge, attore e doppiatore tedesco (Bad Boll, n. 1955)
- Martin Sensmeier, attore e modello statunitense (Anchorage, n. 1985)
- Martin Shakar, attore statunitense (Detroit, n. 1940)
- Martin Shaw, attore britannico (Birmingham, n. 1945)
- Martin Short, attore, sceneggiatore e produttore televisivo canadese (Hamilton, n. 1950)
- Martin Smith, attore e cantante inglese (Glasgow, n. 1957 - † 1994)
- Martin Spanjers, attore statunitense (Tucson, n. 1987)
- Martin Spellman, attore statunitense (Des Moines, n. 1925 - Vancouver, † 2020)
- Martin Starr, attore e comico statunitense (Santa Monica, n. 1982)
- Martin Stephens, attore britannico (Southgate, n. 1948)

## V(1)
- Martin Vidnovic, attore e cantante statunitense (Falls Church, n. 1948)

## W(4)
- Martin Wallström, attore svedese (Uddevalla, n. 1983)
- Martin Weinek, attore, doppiatore e enologo austriaco (Leoben, n. 1964)
- Martin West, attore statunitense (Westhampton, n. 1937 - Westport, † 2019)
- Martin Wuttke, attore tedesco (Gelsenkirchen, n. 1962)